# Puebloviejo (kanton)
Puebloviejo – kanton w prowincji Los Ríos, w Ekwadorze. Stolicą kantonu jest Puebloviejo.